# ۷ دقیقه (فیلم ۲۰۱۶)
۷ دقیقه (به ایتالیایی: 7 minuti) یک سینمایی درام ایتالیایی-سوئیسی-فرانسوی محصول سال ۲۰۱۶ به نویسندگی و کارگردانی میکله پلاچیدو است.
این فیلم در یازدهمین جشنواره فیلم رم به نمایش درآمد و بعداً در جشنواره بین‌المللی فیلم توکیو نمایش داده شد. این فیلم با الهام از یک داستان واقعی، براساس یک نمایش نمایشی به همین نام از استفانو ماسینی ساخته شده‌است.

## بازیگران
- اوتاویا پیکولو در نقش بیانکا
- کریستیانا کاپوتوندی در نقش ایزابلا
- آمبرا آنجولینی در نقش گرتا
- فیورلا مانویا در نقش اورللا
- ویولانته پلاچیدو در نقش ماریانا
- کلمانس پوئزی در نقش هیرا
- ماریا نازیوناله در نقش آنجلا
- بالکیسا مایگا در نقش کیدال
- سابین تیموتئو در نقش میکائلا
- لوئیزا کتانئو در نقش ساندرا
- اریکا د آمبروزیو در نقش آلیس
- آن کنسینی در نقش مادام
- میکله پلاچیدو در نقش میشل وارازی

## داستان
یک شرکت نساجی توسط یک شرکت چند ملیتی خارجی خریداری می‌شود. به نظر می‌رسد مالک جدید قصد ندارد کار اضافی ایجاد کند اما از کارگران می‌خواهد بند خاصی را امضا کنند که ۷ دقیقه از زمان ناهار را کاهش می‌دهد. توسعه بحث در بین کارگران هر یک از آنها را به مرحله ای از تأمل عمیق می‌کشاند.